# 龙会镇
龙会镇，是中华人民共和国四川省内江市威远县下辖的一个乡镇级行政单位。

## 行政区划
龙会镇下辖以下地区：
龙会场社区、李家场社区、郭林村、杨岭村、少里村、坝上村、窑湾村、高梯村、晓阳村、互助村、钢铁村、龙会村、政权村、新花村、水库村、梨湾村、共同村、高湾村、麻柳村、瓦店村、久安村、尹家村和五皇村。